# Fearnleyeilanden
De Fearnleyeilanden (Russisch: острова Фирнлея; ostrova Firnleja) is een Russische groep van vier kleine eilandjes in de Karazee, op ongeveer 35 kilometer uit de kust van het schiereiland Tajmyr, iets ten oosten van de Nordenskiöldarchipel en ten zuiden van de Heibergeilanden. Ze behoren bestuurlijk gezien tot de kraj Krasnojarsk en vormen onderdeel van Ruslands grootse natuurreservaat zapovednik Bolsjoj Arktitsjeski. De eilandengroep werd door Fridtjof Nansen vernoemd naar de Noorse handelaar Thomas Fearnley, een van de belangrijkste geldschieters van zijn expeditie op de Fram.
De vier eilandjes zijn bedekt met toendravegetatie en bevatten verspreide stukken rots op hun kusten. Ze vormen de westelijke ingang van de Straat Vilkitski. Het langste eiland is Dlinny in het noordoosten met een lengte van 5 kilometer. Het grootste eiland is Joezjny ("zuidelijk") in het zuiden. Tsentralny ("midden") bevindt zich hier tussenin en ten noordoosten van Dlinny ligt nog een heel klein eilandje. De zee rondom de eilanden is in de lange bittere winter bedekt met 'vast' ijs. Het klimaat is er erg streng. In de zomer is de zee ook vaak bedekt met pakijs, zodat de eilanden het grootste deel van het jaar met het vasteland zijn verbonden.
Nabijgelegen eilanden zijn:
- Moristy (77° 19′ NB, 100° 18′ OL ) is een rond geïsoleerd eiland op 20 kilometer ten noorden van de Fearnleyeilanden en meet ongeveer 600 meter in lengte.
- Lisjni (76° 57′ NB, 100° 27′ OL ) ligt op 35 kilometer ten zuidzuidoosten van Joezjny, op 16 kilometer uit de kust van het vasteland en meet 1,3 kilometer bij 650 meter.
- Levinson-Lessing (77° 01′ NB, 101° 17′ OL ) ligt nabij de kust van het vasteland, op 23 kilometer ten noordoosten van Lisjni, meet 7 kilometer in lengte en is vernoemd naar de Russische geoloog Fjodor Levinson-Lessing.